# 安德烈·馬特斯
安德烈·科埃略·马托斯（葡萄牙語：Andre Coelho Matos，1971年9月14日—2019年6月8日），巴西歌手。

## 生平
13歲時，马托斯組了他人生第一個樂團-Viper，當時在巴西造成轟動。之後因為跟團員要走的音樂風格不同，所以就離團了。在1991年，Andre Matos創立了新古典金屬樂團Angra(火神安格拉)，1993年的首張專輯「Angels Cry」便一舉拿下日本與歐洲。之後也是因為跟團員要走的音樂風格不同，所以也離開了Angra。在2001年，Andre Matos組了第三個樂團-Shaman(魔法巫醫樂團)，這個團的樂風明顯的加入很多民俗音樂的風格，當然也是獲得了許多好評。2006年，Matos決定單飛，並於2007年發行了首張個人作品-Time To Be Free。2009年將推出個人第二張作品-Mentalize。
ProgPower USA於2019年6月8日透過他們的Facebook頁面宣布，Matos已經去世，進一步的細節並未公開。

## 專輯
| 名稱            | 年份 |
| --------------- | ---- |
| Time To Be Free | 2007 |
| Mentalize       | 2009 |